# Kiczora Zuberska
Kiczora, Kiczera (słow. Kýčera), 891 m – wzgórze w miejscowości Zuberzec na Słowacji. Na polskiej mapie opisane jest jako Kiczora Zuberska, w przewodniku Tatry Zachodnie. Słowacja jako Kiczera. Znajduje się w zakończeniu długiego tatrzańskiego grzbietu, który opada od Białej Skały w północnym kierunku (kolejno są to: Upłaziki, Mały Ostry Groń, wał Preholin i Kiczora). Grzbiet ten oddziela Dolinę Borowej Wody od Doliny Siwej, do tych dolin opadają zachodnie i wschodnie stoki Kiczory. Stoki północne opadają do doliny Zuberskiej Wody{. Względna wysokość Kiczory nad Zubercem to ok. 130 m.
Według mapy zarówno polskiej, jak i słowackiej, a także informacji w przewodniku, Kiczora jest zupełnie bezleśna. Są to już informacje nieaktualne, obecnie Kiczora jest całkowicie porośnięta lasem. Na jej wierzchołku znajduje się maszt telekomunikacyjny.